# Bandaomys
Genre
Bandaomys est un genre de rongeurs fossiles.